# Hart Memorial Trophy

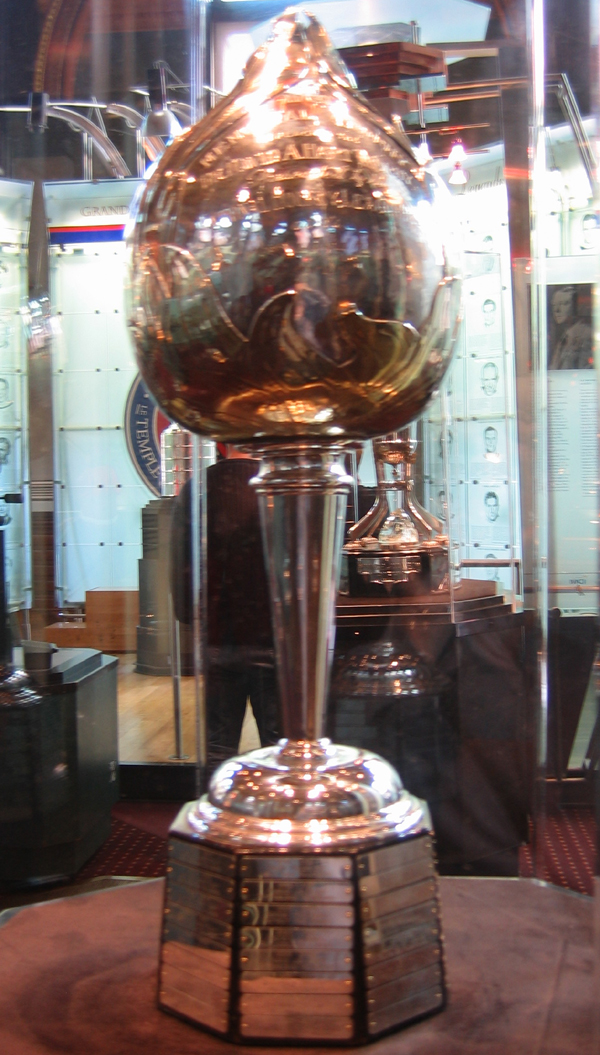
Hart Memorial Trophy.

Hart Memorial Trophy, tidigare Hart Trophy, är en årlig utmärkelse i National Hockey League som ges till den spelare som är mest värdefull för sitt lag under grundserien. Omröstningen görs bland hockeyjournalister i Professional Hockey Writers' Association.  
Trofén donerades 1923 av Dr. David Hart, far till Cecil Hart, som var en tidigare manager och tränare i Montreal Canadiens.

## Vinnare

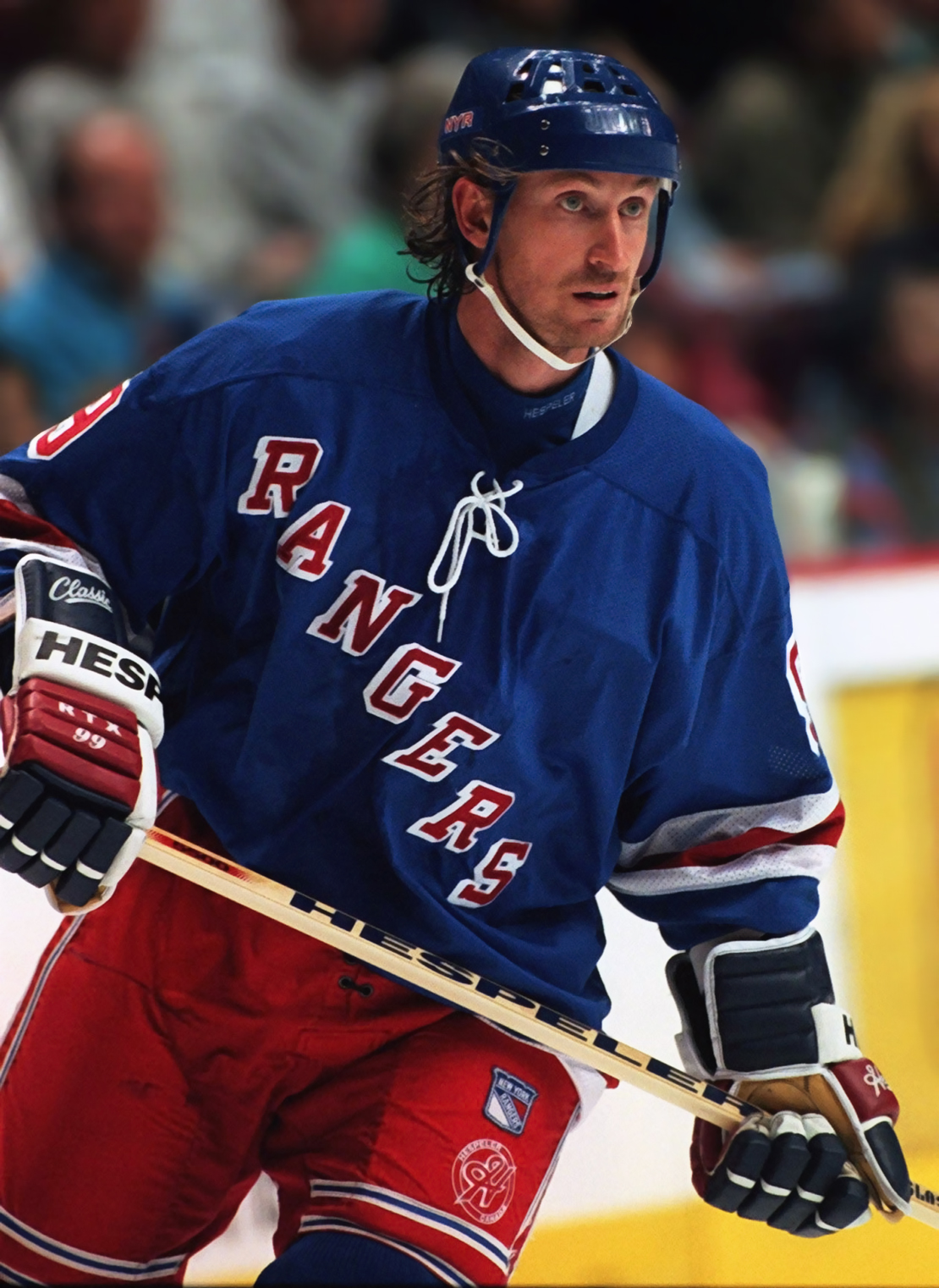
Wayne Gretzky vann Hart Memorial Trophy nio gånger, han blev också yngsta att vinna den när han 19 år gammal vann sin första för säsongen 1979–1980.

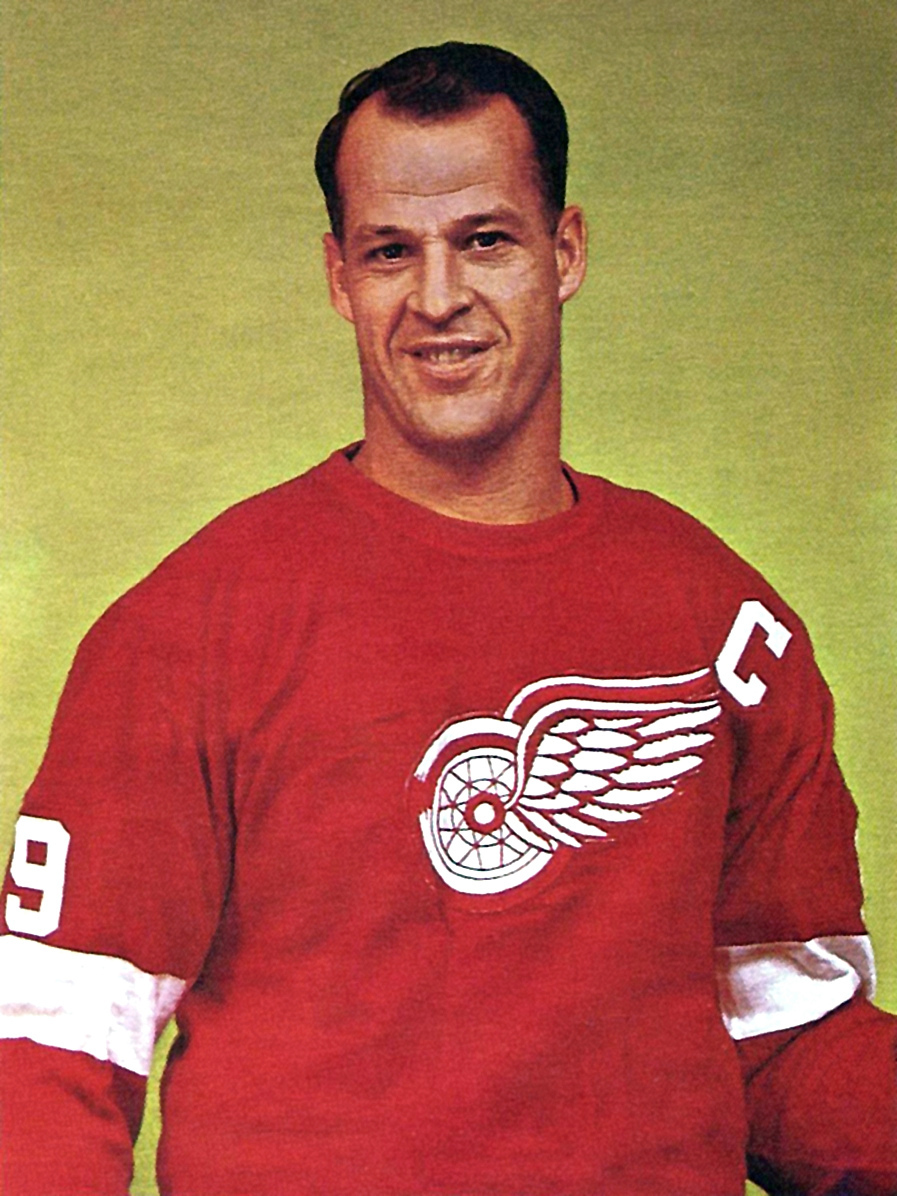
Gordie Howe vann Hart Memorial Trophy sex gånger.

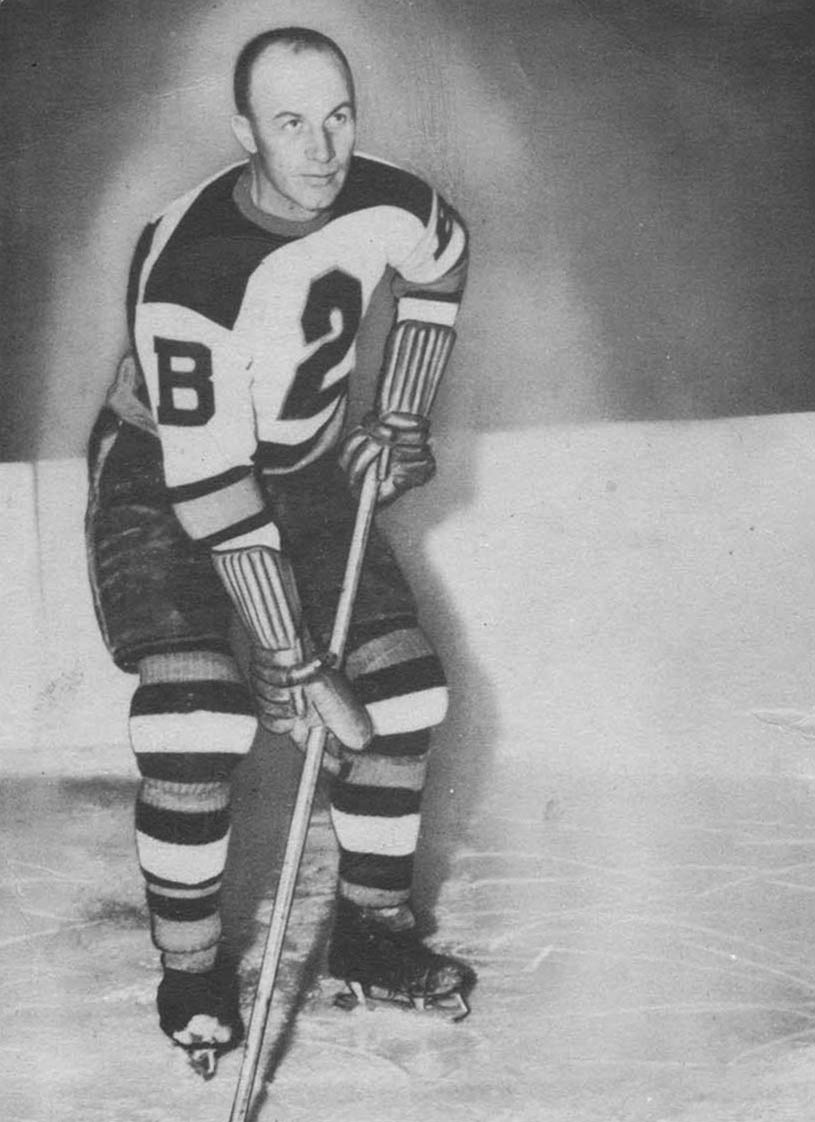
Eddie Shore vann Hart Memorial Trophy fyra gånger.

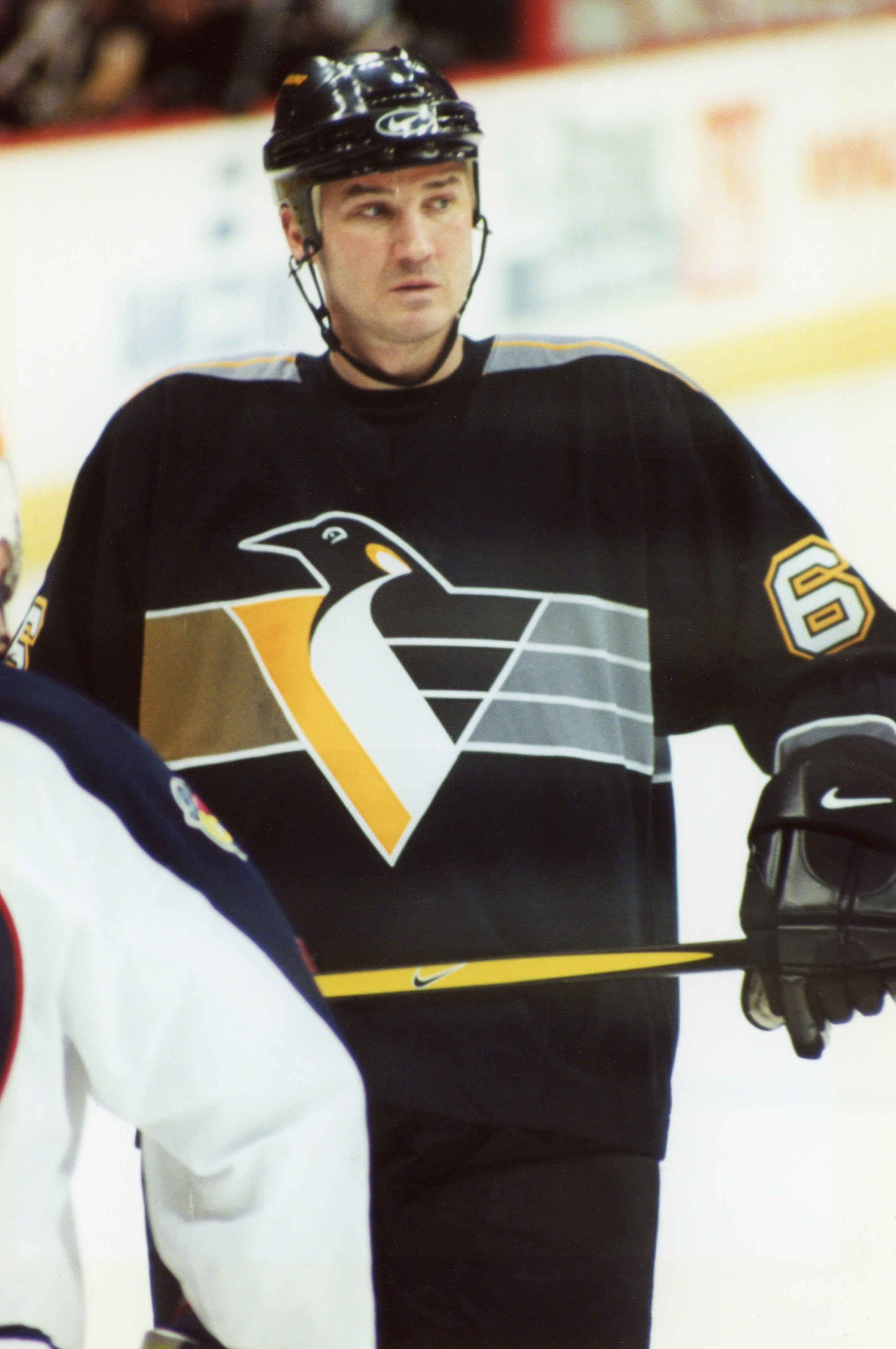
Mario Lemieux vann Hart Memorial Trophy tre gånger.

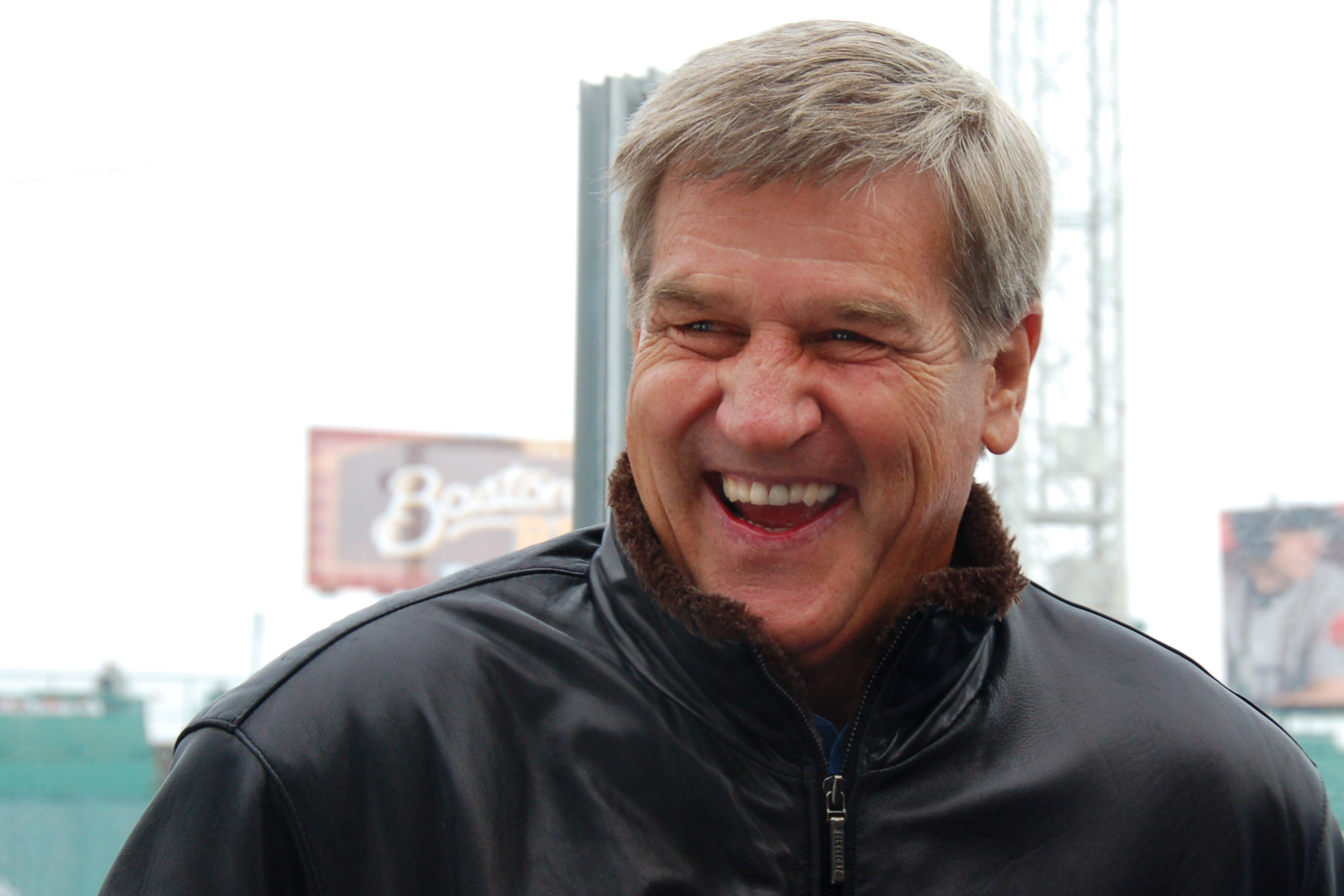
Bobby Orr vann Hart Memorial Trophy tre gånger.

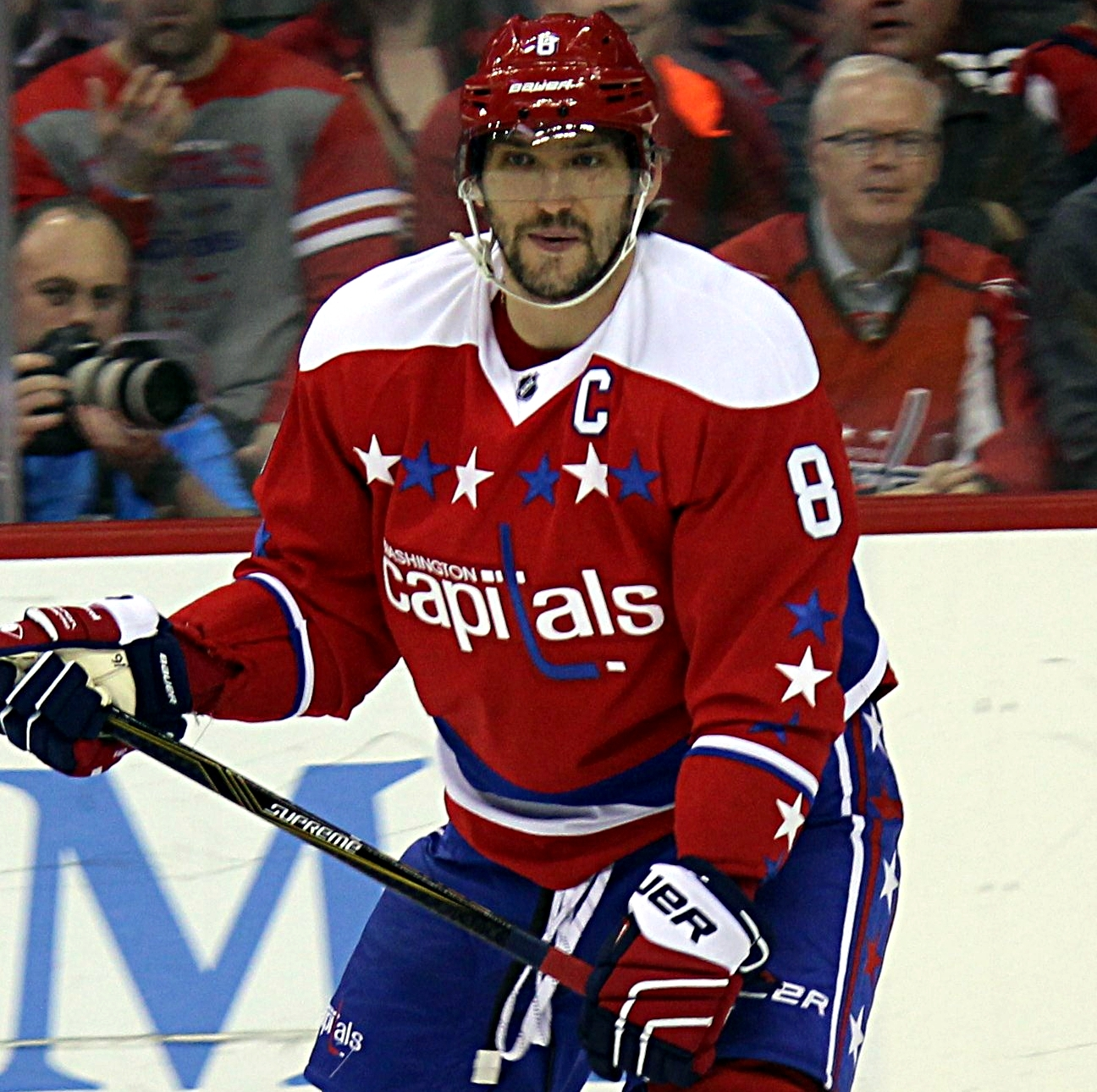
Aleksandr Ovetjkin har vunnit Hart Memorial Trophy tre gånger.

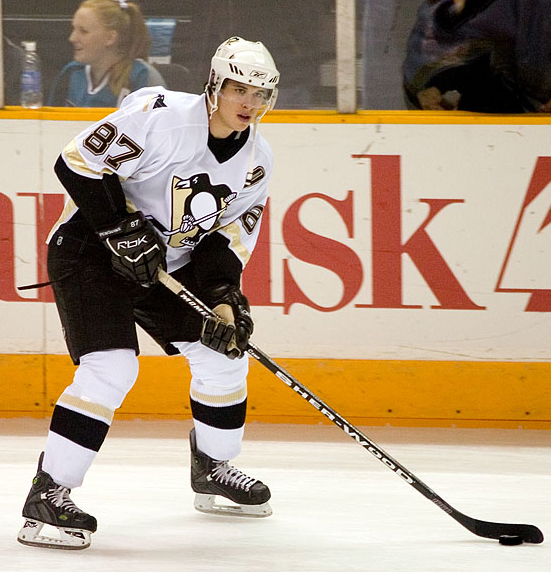
När Sidney Crosby vann sin första Hart Memorial Trophy, tangerade han Gretzkys rekord som yngsta vinnaren någonsin.

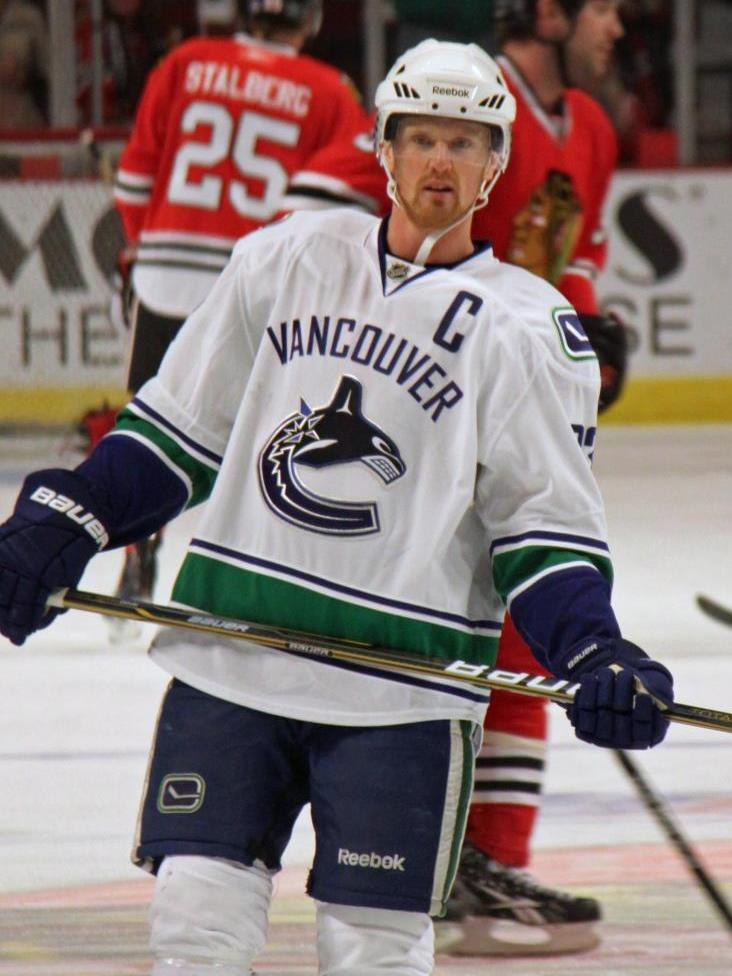
Henrik Sedin är den senaste svensken att vinna Hart Memorial Trophy.

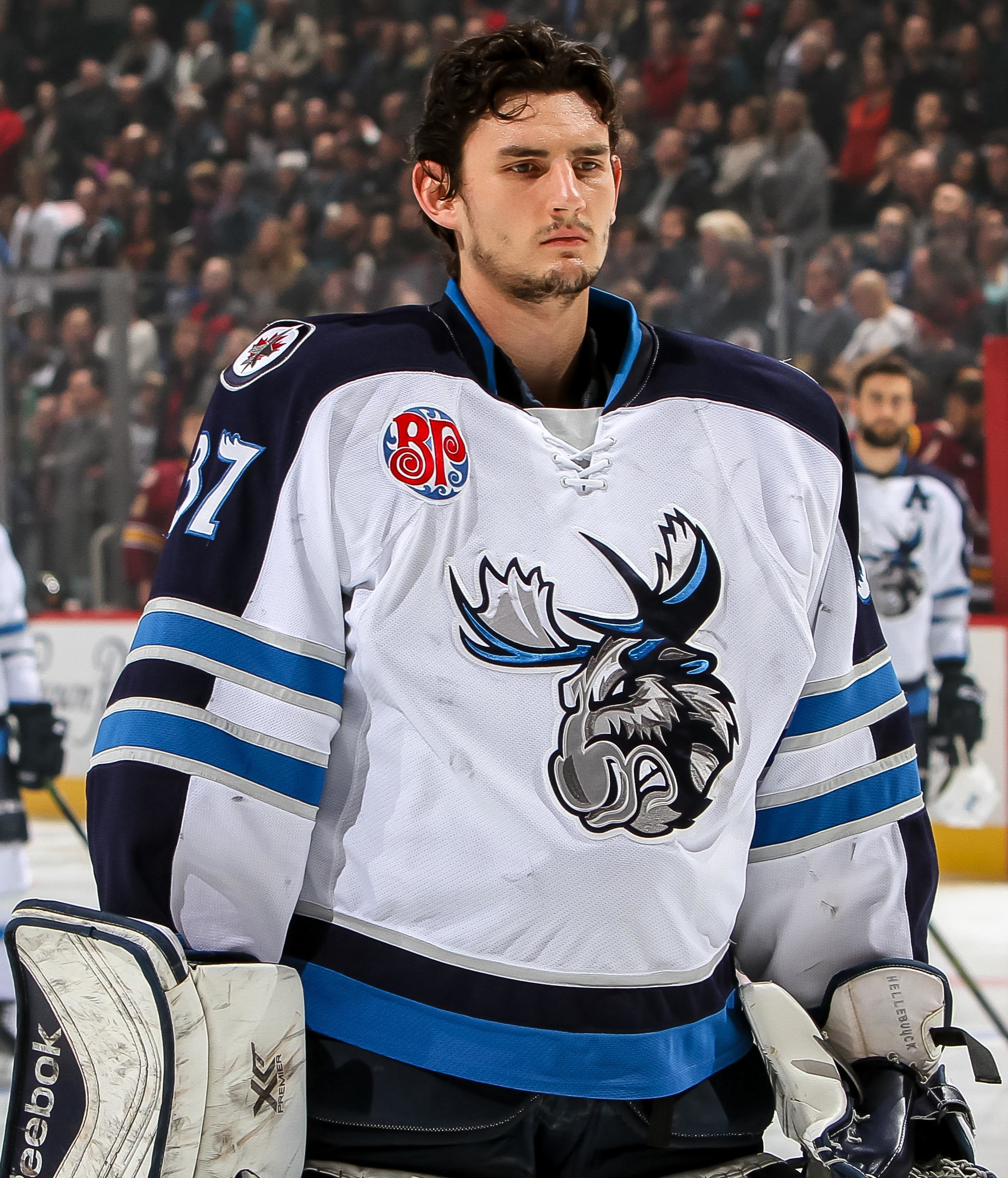
Connor Hellebuyck är den senaste spelaren som har vunnit Hart Memorial Trophy.

Källa: 
| Säsong               | Vinnare                            | Lag                                | Vinster                            |
| -------------------- | ---------------------------------- | ---------------------------------- | ---------------------------------- |
| Hart Trophy          |                                    |                                    |                                    |
| 1923–1924            | Frank Nighbor                      | Ottawa Senators                    | 1                                  |
| 1924–1925            | Billy Burch                        | Hamilton Tigers                    | 1                                  |
| 1925–1926            | Nels Stewart                       | Montreal Maroons                   | 1                                  |
| 1926–1927            | Herb Gardiner                      | Montreal Canadiens                 | 1                                  |
| 1927–1928            | Howie Morenz                       | Montreal Canadiens                 | 1                                  |
| 1928–1929            | Roy Worters                        | New York Americans                 | 1                                  |
| 1929–1930            | Nels Stewart                       | Montreal Maroons                   | 2                                  |
| 1930–1931            | Howie Morenz                       | Montreal Canadiens                 | 2                                  |
| 1931–1932            | Howie Morenz                       | Montreal Canadiens                 | 3                                  |
| 1932–1933            | Eddie Shore                        | Boston Bruins                      | 1                                  |
| 1933–1934            | Aurèle Joliat                      | Montreal Canadiens                 | 1                                  |
| 1934–1935            | Eddie Shore                        | Boston Bruins                      | 2                                  |
| 1935–1936            | Eddie Shore                        | Boston Bruins                      | 3                                  |
| 1936–1937            | Babe Siebert                       | Montreal Canadiens                 | 1                                  |
| 1937–1938            | Eddie Shore                        | Boston Bruins                      | 4                                  |
| 1938–1939            | Toe Blake                          | Montreal Canadiens                 | 1                                  |
| 1939–1940            | Ebbie Goodfellow                   | Detroit Red Wings                  | 1                                  |
| 1940–1941            | Bill Cowley                        | Boston Bruins                      | 1                                  |
| 1941–1942            | Tom Anderson                       | Brooklyn Americans                 | 1                                  |
| 1942–1943            | Bill Cowley                        | Boston Bruins                      | 2                                  |
| 1943–1944            | Babe Pratt                         | Toronto Maple Leafs                | 1                                  |
| 1944–1945            | Elmer Lach                         | Montreal Canadiens                 | 1                                  |
| 1945–1946            | Max Bentley                        | Chicago Black Hawks                | 1                                  |
| 1946–1947            | Maurice Richard                    | Montreal Canadiens                 | 1                                  |
| 1947–1948            | Buddy O'Connor                     | New York Rangers                   | 1                                  |
| 1948–1949            | Sid Abel                           | Detroit Red Wings                  | 1                                  |
| 1949–1950            | Chuck Rayner                       | New York Rangers                   | 1                                  |
| 1950–1951            | Milt Schmidt                       | Boston Bruins                      | 1                                  |
| 1951–1952            | Gordie Howe                        | Detroit Red Wings                  | 1                                  |
| 1952–1953            | Gordie Howe                        | Detroit Red Wings                  | 2                                  |
| 1953–1954            | Al Rollins                         | Chicago Black Hawks                | 1                                  |
| 1954–1955            | Ted Kennedy                        | Toronto Maple Leafs                | 1                                  |
| 1955–1956            | Jean Béliveau                      | Montreal Canadiens                 | 1                                  |
| 1956–1957            | Gordie Howe                        | Detroit Red Wings                  | 3                                  |
| 1957–1958            | Gordie Howe                        | Detroit Red Wings                  | 4                                  |
| 1958–1959            | Andy Bathgate                      | New York Rangers                   | 1                                  |
| 1959–1960            | Gordie Howe                        | Detroit Red Wings                  | 5                                  |
| Hart Memorial Trophy |                                    |                                    |                                    |
| 1960–1961            | Bernie Geoffrion                   | Montreal Canadiens                 | 1                                  |
| 1961–1962            | Jacques Plante                     | Montreal Canadiens                 | 1                                  |
| 1962–1963            | Gordie Howe                        | Detroit Red Wings                  | 6                                  |
| 1963–1964            | Jean Béliveau                      | Montreal Canadiens                 | 2                                  |
| 1964–1965            | Bobby Hull                         | Chicago Black Hawks                | 1                                  |
| 1965–1966            | Bobby Hull                         | Chicago Black Hawks                | 2                                  |
| 1966–1967            | Stan Mikita                        | Chicago Black Hawks                | 1                                  |
| 1967–1968            | Stan Mikita                        | Chicago Black Hawks                | 2                                  |
| 1968–1969            | Phil Esposito                      | Boston Bruins                      | 1                                  |
| 1969–1970            | Bobby Orr                          | Boston Bruins                      | 1                                  |
| 1970–1971            | Bobby Orr                          | Boston Bruins                      | 2                                  |
| 1971–1972            | Bobby Orr                          | Boston Bruins                      | 3                                  |
| 1972–1973            | Bobby Clarke                       | Philadelphia Flyers                | 1                                  |
| 1973–1974            | Phil Esposito                      | Boston Bruins                      | 2                                  |
| 1974–1975            | Bobby Clarke                       | Philadelphia Flyers                | 2                                  |
| 1975–1976            | Bobby Clarke                       | Philadelphia Flyers                | 3                                  |
| 1976–1977            | Guy Lafleur                        | Montreal Canadiens                 | 1                                  |
| 1977–1978            | Guy Lafleur                        | Montreal Canadiens                 | 2                                  |
| 1978–1979            | Bryan Trottier                     | New York Islanders                 | 1                                  |
| 1979–1980            | Wayne Gretzky                      | Edmonton Oilers                    | 1                                  |
| 1980–1981            | Wayne Gretzky                      | Edmonton Oilers                    | 2                                  |
| 1981–1982            | Wayne Gretzky                      | Edmonton Oilers                    | 3                                  |
| 1982–1983            | Wayne Gretzky                      | Edmonton Oilers                    | 4                                  |
| 1983–1984            | Wayne Gretzky                      | Edmonton Oilers                    | 5                                  |
| 1984–1985            | Wayne Gretzky                      | Edmonton Oilers                    | 6                                  |
| 1985–1986            | Wayne Gretzky                      | Edmonton Oilers                    | 7                                  |
| 1986–1987            | Wayne Gretzky                      | Edmonton Oilers                    | 8                                  |
| 1987–1988            | Mario Lemieux                      | Pittsburgh Penguins                | 1                                  |
| 1988–1989            | Wayne Gretzky                      | Los Angeles Kings                  | 9                                  |
| 1989–1990            | Mark Messier                       | Edmonton Oilers                    | 1                                  |
| 1990–1991            | Brett Hull                         | St. Louis Blues                    | 1                                  |
| 1991–1992            | Mark Messier                       | New York Rangers                   | 2                                  |
| 1992–1993            | Mario Lemieux                      | Pittsburgh Penguins                | 2                                  |
| 1993–1994            | Sergej Fjodorov                    | Detroit Red Wings                  | 1                                  |
| 1994–1995            | Eric Lindros                       | Philadelphia Flyers                | 1                                  |
| 1995–1996            | Mario Lemieux                      | Pittsburgh Penguins                | 3                                  |
| 1996–1997            | Dominik Hašek                      | Buffalo Sabres                     | 1                                  |
| 1997–1998            | Dominik Hašek                      | Buffalo Sabres                     | 2                                  |
| 1998–1999            | Jaromír Jágr                       | Pittsburgh Penguins                | 1                                  |
| 1999–2000            | Chris Pronger                      | St. Louis Blues                    | 1                                  |
| 2000–2001            | Joe Sakic                          | Colorado Avalanche                 | 1                                  |
| 2001–2002            | José Theodore                      | Montreal Canadiens                 | 1                                  |
| 2002–2003            | Peter Forsberg                     | Colorado Avalanche                 | 1                                  |
| 2003–2004            | Martin St. Louis                   | Tampa Bay Lightning                | 1                                  |
| 2004–2005            | Ingen vinnare på grund av lockout. | Ingen vinnare på grund av lockout. | Ingen vinnare på grund av lockout. |
| 2005–2006            | Joe Thornton                       | San Jose Sharks                    | 1                                  |
| 2006–2007            | Sidney Crosby                      | Pittsburgh Penguins                | 1                                  |
| 2007–2008            | Aleksandr Ovetjkin                 | Washington Capitals                | 1                                  |
| 2008–2009            | Aleksandr Ovetjkin                 | Washington Capitals                | 2                                  |
| 2009–2010            | Henrik Sedin                       | Vancouver Canucks                  | 1                                  |
| 2010–2011            | Corey Perry                        | Anaheim Ducks                      | 1                                  |
| 2011–2012            | Jevgenij Malkin                    | Pittsburgh Penguins                | 1                                  |
| 2012–2013            | Aleksandr Ovetjkin                 | Washington Capitals                | 3                                  |
| 2013–2014            | Sidney Crosby                      | Pittsburgh Penguins                | 2                                  |
| 2014–2015            | Carey Price                        | Montreal Canadiens                 | 1                                  |
| 2015–2016            | Patrick Kane                       | Chicago Blackhawks                 | 1                                  |
| 2016–2017            | Connor McDavid                     | Edmonton Oilers                    | 1                                  |
| 2017–2018            | Taylor Hall                        | New Jersey Devils                  | 1                                  |
| 2018–2019            | Nikita Kutjerov                    | Tampa Bay Lightning                | 1                                  |
| 2019–2020            | Leon Draisaitl                     | Edmonton Oilers                    | 1                                  |
| 2020–2021            | Connor McDavid                     | Edmonton Oilers                    | 2                                  |
| 2021–2022            | Auston Matthews                    | Toronto Maple Leafs                | 1                                  |
| 2022–2023            | Connor McDavid                     | Edmonton Oilers                    | 3                                  |
| 2023–2024            | Nathan MacKinnon                   | Colorado Avalanche                 | 1                                  |
| 2024–2025            | Connor Hellebuyck                  | Winnipeg Jets                      | 1                                  |